# Copa d'Àfrica de Nacions 1965
El 1965 es disputà la cinquena edició de la Copa d'Àfrica de Futbol, a Tunísia. S'utilitzà el mateix sistema que al campionat anterior: sis equips, dividits en dos grups de tres, on cada guanyador es classificava per la final. Ghana revalidà el títol de campió, derrotant Tunísia per 3 a 2 a la final, després d'una pròrroga.

## Fase de classificació
Ghana, com a vigent campiona, i Tunísia, com a organitzadora, van entrar directament a la fase final.
Tot i que va aconseguir classificar-se en la fase prèvia, Egipte renuncià a participar-hi perquè no tenia relacions diplomàtiques amb Tunísia. En el seu lloc, es convidà el Sudan, que hi renuncià. Congo-Léopoldville, en canvi, acceptà la invitació i participà en la competició.
Finalment, hi participaren aquests equips:
| Equips                | Participacions anteriors    | Millor resultat |
| --------------------- | --------------------------- | --------------- |
| Congo-Léopoldville    | Debutants                   | Debutants       |
| Etiòpia               | 4 (1957, 1959, 1962 i 1963) | Campions (1962) |
| Ghana (vigent campió) | 1 (1963)                    | Campions (1963) |
| Costa d'Ivori         | Debutants                   | Debutants       |
| Senegal               | Debutants                   | Debutants       |
| Tunísia (amfitrió)    | 2 (1962 i 1963)             | Tercers (1962)  |

## Seus
| Tunis                            | TunisSfaxSousseBizerte | Sfax                        |
| -------------------------------- | ---------------------- | --------------------------- |
| Estadi Chedli Zouiten            | TunisSfaxSousseBizerte | Estadi Taïeb Mhiri          |
|                                  | TunisSfaxSousseBizerte |                             |
| Capacitat: 20.000                | TunisSfaxSousseBizerte | Capacitat: 11.000           |
| Sussa                            | TunisSfaxSousseBizerte | Bizerta                     |
| Estadi Municipal Bou Ali-Lahouar | TunisSfaxSousseBizerte | Estadi Municipal de Bizerta |
|                                  | TunisSfaxSousseBizerte |                             |
| Capacitat: 6.500                 | TunisSfaxSousseBizerte | Capacitat: 2.000            |

## Competició

### Primera fase

#### Grup A
| Pos | Equip       | PJ | PG | PE | PP | GF | GC | DG | Pts | Classificació |
| --- | ----------- | -- | -- | -- | -- | -- | -- | -- | --- | ------------- |
| 1   | Tunísia (H) | 2  | 1  | 1  | 0  | 4  | 0  | +4 | 3   | Finalista     |
| 2   | Senegal     | 2  | 1  | 1  | 0  | 5  | 1  | +4 | 3   | 3r i 4t lloc  |
| 3   | Etiòpia     | 2  | 0  | 0  | 2  | 1  | 9  | −8 | 0   |               |

Tunísia es classifica a cara o creu.
| Tunísia                                            | 4–0 | Etiòpia |
| -------------------------------------------------- | --- | ------- |
| Chaïbi 32' · Jedidi 62' · Delhoum 80' · Lahmar 84' |     |         |

 Stade Chedli Zouiten, Tunis
| Senegal | 0–0 | Tunísia |
| ------- | --- | ------- |
|         |     |         |

 Stade Chedli Zouiten, Tunis
| Senegal                                     | 5–1 | Etiòpia            |
| ------------------------------------------- | --- | ------------------ |
| Camara 3', 52' · Guèye 37' · Niang 48', 53' |     | Vassalo 12' (pen.) |

 Stade Chedli Zouiten, Tunis

#### Grup B
| Pos | Equip              | PJ | PG | PE | PP | GF | GC | DG | Pts | Classificació |
| --- | ------------------ | -- | -- | -- | -- | -- | -- | -- | --- | ------------- |
| 1   | Ghana              | 2  | 2  | 0  | 0  | 9  | 3  | +6 | 4   | Finalista     |
| 2   | Costa d'Ivori      | 2  | 1  | 0  | 1  | 4  | 4  | 0  | 2   | 3r i 4t lloc  |
| 3   | Congo-Léopoldville | 2  | 0  | 0  | 2  | 2  | 8  | −6 | 0   |               |

| Ghana                                                  | 5–2 | Congo-Léopoldville             |
| ------------------------------------------------------ | --- | ------------------------------ |
| Kofi 13' · Acheampong 18', 59' · Attuquayefio 84', 89' |     | Kalala Mukendi 43', 45' (pen.) |

 Stade Bou Ali Lahouar, Sousse
| Costa d'Ivori        | 3–0 | Congo-Léopoldville |
| -------------------- | --- | ------------------ |
| Manglé 14', 59', 80' |     |                    |

 Stade Taïeb Mhiri, Sfax
| Ghana                                               | 4–1 | Costa d'Ivori |
| --------------------------------------------------- | --- | ------------- |
| Acheampong 20' · Nti 43' · Lutterodt 52' · Kofi 70' |     | Bléziri 66'   |

 Stade Municipal de Bizerte, Bizerte

### 3r i 4t lloc
| Senegal | 0–1 | Costa d'Ivori |
| ------- | --- | ------------- |
|         |     | Yoboué 35'    |

### Final
| Ghana                    | 3–2 (pr.) | Tunísia                  |
| ------------------------ | --------- | ------------------------ |
| Odoi 37', 96' · Kofi 79' |           | Chetali 47' · Chaïbi 67' |

## Campió
| Guanyador de Copa d'Àfrica 1965 |
| ------------------------------- |
| · Ghana · Segon títol           |

## Golejadors
3 gols
- Eustache Manglé
- Ben Acheampong
- Osei Kofi

2 gols
- Pierre Kalala Mukendi
- Cecil Jones Attuquayefio
- Frank Odoi
- Louis Camara
- Matar Niang
- Tahar Chaïbi

1 gol
- Joseph Bléziri
- Konan Yoboué
- Luciano Vassalo
- Paa Nii Lutterodt
- Kwame Nti
- El Hadji Oumar Guèye
- Abdelmajid Chetali
- Mongi Delhoum
- Mohamed Salah Jedidi
- Abdelwahab Lahmar